# تلفزيون الشباب
تلفزيون الشباب (الشباب من دار السلام،) هي قناة تلفزيونية عراقية غير رسمية بدأت إرسالها في الأول من تموز عام 1993 وانطلقت في أول بث لها على الهواء مباشرة في السابع عشر من تموز من نفس العام وأطلق بعدها عدد من القنوات المتخصصة (TV2، سبورت TV، ميوزك TV، قناة المسلسلات).

## مسيرة القناة

### عام 1993 إلى 2002
كانت قنوات الشباب القنوات الوحيدة غير الرسمية في العراق وقتها إلى جانب القناة الحكومية «تلفزيون العراق» أو «القناة العامّة» والفضائية العراقية التي كانت برامجها قديمة عادة وأقل تسلية. وكانت قنوات الشباب مملوكة وتدار من قبل عدي صدام ابن الرئيس العراقي الراحل صدام حسين وكثيرا ما كانت تعرض الأفلام والبرامج والأغاني المأخوذة من قنوات فضائية عربية والأقراص الليزيرية بدون رخصة لإعادة بثها. اكتسبت القناة شهرة وجمهوراً كبيرين في زمن حرّمت وعاقبت بقسوة فيه السلطات العراقية استخدام أطباق استقبال القنوات الفضائية لأسباب سياسية وأمنية لذلك كانت المتنفس الوحيد للمشاهد العراقي خصوصاً بعد أن أتاحت الفرصة لتوجيه النقد لأداء مؤسسات الدولة والمسؤولين الحكوميين لأول مرة في تاريخ الإعلام العراقي الحديث كشكل من أشكال التعبير عن الرأي وممارسة سلطة الصحافة في الرقابة والنقد حتى وصلت في بعض الأحيان إلى استقدام مسؤولين ووزراء في الدولة بتوجيهات من عدي ومواجهتم مع الجمهور وجها لوجه في برامج بث مباشرة لعرض الشكاوى والتساؤلات والنقد لجوانب التقصير في أداء المؤسسات الحكومية ضمن حدود شكلية غالبا وتمادي المذيع حيدر عبد الحق في النقد أدى إلى اعتداء جلاوزة عدي الوحشي علية وخروجه إلى خارج العراق، إضافة إلى الاهتمام الكبير لتلفزيون الشباب بكل ما يعنى بشؤون الشباب ويتيح لهم فرصة الترفيه والمتعة من برامج فنية جذابة ومسلسلات مدبلجة مكسيكية وبرامج الرقص والغناء. كما يعرض برامج ومباريات رياضية إلى جانب عدد من البرامج الإخبارية والدينية والاجتماعية. من أشهر برامجه (أحدث الأسبوع، شباب على الهواء، سهراية، الأغرب من الخيال، ماذا لو، وجها لوجه، أوراق شاعر، الدوري الرياضي، الحديث الديني مع الشيخ عبد الغفار العباسي الذي نزل به إلى مستوى هزلي وكوميدي أحياناً يعرض صباح الجمعة، زوم، هيلا هوب، برنامج التقرير). كان التلفزيون يقدم نشرات الأخبار الموجزة على رأس كل ساعة إضافة إلى نشرة الأخبار الرئيسة مساء والتي تتضمن الأخبار السياسية والتقارير المصورة والأخبار الاقتصادية وأخبار الرياضة. وكان التلفزيون يولي اهتماما بأخبار الرئيس آنذاك وابنه عدي صاحب القناة بالإضافة للأخبار العاجلة، وعادة ما ترتبط قنوات الشباب مع تلفزيون العراق وقناة العراق الفضائية لبث اجتماعات الرئيس صدام حسين وخطاباته الرسمية المسجلة في بث مباشر واحد.

### عام 2003 وتوقف القناة عن البث
توقفت قنوات الشباب عن بث برامجها المتخصصة إبان الحرب مع الولايات المتحدة وحلفائها وارتبطت في بث مباشر واحد وما لبثت أن توقفت القنوات المتخصصة عن إرسالها وبقيت قناة الشباب العامة الأولى (TV1) تواصل إرسالها لإذاعة أخبار المعركة والأناشيد الوطنية وبيانات الناطق العسكري باسم القوات المسلحة العراقية وتصريحات وزير الإعلام العراقي (محمد سعيد الصحاف) إضافة إلى بثها للأفلام الحربية وما تصطاده كاميرات المراسلين الحربيين من يوميات الحرب ولقاءات مع المواطنين العراقيين إضافة إلى استقبال استوديوهاتها يومياً للشعراء العراقيين الذين يلقون القصائد الوطنية لإثارة روح الحماسة والدفاع عن الوطن.
توقفت عن البث عندما قصفت طائرات قوات التحالف بالصواريخ استوديوهاتها في مجمع الإذاعة والتلفزيون في منطقة الصالحية في بغداد فجر يوم الـ 28 من آذار/مارس عام 2003 م.

## الإعلاميين الذين عملوا في تلفزيون الشباب[1]
1- شروق فائق (مقدمة برامج): وكان أول ظهور لها كان في تلفزيون الشباب أواسط التسعينات. عضو جمعية المذيعين في العراق.
2- سناء فيصل (مذيعة ومقدمة برامج): وعملت لاحقاً في قناة الشرقية وبعدها في قناة الحرية وكان أول ظهور لها كان في أواسط التسعينات. عضو جمعية المذيعين في العراق.
3- سفانة الطائي (مذيعة ومقدمة برامج): وعملت لاحقاً في قناة الشرقية العراقية وكان أول ظهور لها كان في أواسط التسعينات. عضو جمعية المذيعين في العراق.
4- ماهر عدنان (مذيع مقدم برامج): عمل لاحقاً في إذاعة بابل ثم في قناة البغدادية ثم قناة الشرقية. عضو جمعية المذيعين في العراق.
5- علاء عبد الزهرة (مذيع ومقدم برامج): عمل لاحقاً في قناة النهرين ثم في قناة البغدادية. عضو جمعية المذيعين في العراق
6- عماد الدين النجار (مذيع ومقدم برامج): عمل لاحقاً في قناة الرافدين. عضو جمعية المذيعين في العراق.
7- نغم عبد الزهرة (مقدمة برامج): أول ظهور لها في تلفزيون الشباب أواسط التسعينات. عملت لاحقاً في قناة الشرقية. عضو جمعية المذيعين في العراق، وتعمل حاليا في قناة البغدادية الفضائية.
8- لؤي عباس (مذيع ومقدم برامج): دبلوم فنون جميلة. بداياته في قسم برامج الأطفال في إذاعة بغداد أواخر السبعينات ثم عمل فنيا ومساعد مخرج في الإذاعة ثم مذيعا في تلفزيون العراق عام 1990م، ثم في تلفزيون الشباب عام 1996. عضو جمعية المذيعين في العراق.
9- جواد كاظم (مذيع ومقدم برامج): بكالوريوس إدارة واقتصاد. بداياته في إذاعة صوت الجماهير عام 1989 ثم تلفزيون الشباب عام 1993 ثم في قناة العربية عام 2003. أطلق عليه مسلحون النار في بغداد عام 2005 مما أدى إلى إعاقته. عضو جمعية المذيعين في العراق.
11- لقاء عبد الرحمن (مذيعة ومقدمة برامج): بكالوريوس إدارة واقتصاد. بداياتها كانت في تلفزيون العراق عام 1986 في برامج الطلبة والشباب ثم في إذاعة صوت الجماهير عام 1992
ثم في تلفزيون الشباب عام 1994 ثم في قناة العراقية عام 2005. وتعمل الآن في قناة السومرية الفضائية.
12- عماد الدليمي (مذيع ومقدم برامج): ماجستير في العلوم السياسية. وكانت بداياته في تلفزيون العراق عام 1994 ثم في تلفزيون الشباب عام 1995. عمل لاحقاً في قناة النهرين وبعدها في قناة الرافدين العراقية. عضو جمعية المذيعين في العراق.
13- عبد الحكيم زعلان (مذيع ومقدم برامج): بداياته في إذاعة بغداد وتلفزيون العراق مذيعاّ ومقدماً للبرامج السياسية عام 1990 ثم تلفزيون الشباب عام 1993 ثم الفضائية العراقية. تم تهديده هو وعائلته بالتصفية من قبل المجلس الأعلى الذي ينتمي لإيران والأحزاب النافذة الأخرى فهرب وعائلته خارج العراق بعد أن وصله التهديد إلى منزله.
14- أكرم محسن (مذيع ومقدم برامج): ماجستير إدارة واقتصاد. كانت بداياته في إذاعة بغداد عام 1975، ثم تلفزيون العراق ثم تلفزيون الشباب عام 1993 ثم إذاعة رأس الخيمة عام 1998 ثم الفضائية العراقية عام 2000، وعمل لاحقاً في قناة الشرقية عام 2004 ثم اعتزل العمل الإذاعي والتلفزيوني للعمل في وزارة الثقافة. حائز على درع الإبداع من التجمع الثقافي العراقي. عضو جمعية المذيعين في العراق.
15- أمل حسين (مذيعة ومقدمة برامج): ماجستير لغة إنجليزية. بدات في إذاعة بغداد وتلفزيون العراق أواخر السبعينات ثم القسم العربي في إذاعة الـ (بي بي سي) في لندن ثم تلفزيون العراق مرة أخرى ثم تلفزيزن الشباب وهي أول أطلالة لشاشة تلفزيون الشباب على المشاهدين عند افتتاح بثه التجريبي بتاريخ 17 تموز/يوليو عام 1993م. عملت لاحقاً في الفضائية القطرية.
16- غضنفر عبد المجيد (مذيع ومقدم برامج): ماجستير علوم سياسية، دبلوم إعلام، بكالوريوس فنون جميلة. رئيس أبحاث في وزارة الثقافة، مدير عام أكاديمية مصر للتدريب الإعلامي السابق، عضو جمعية المذيعين في العراق، عضو اتحاد الإذاعيين والتلفزيونيين، عضو نقابة الفنانين العراقيين، عمل في قناة البغدادية وقناة البابلية الفضائية وقناة المجد العامة أول ظهور له كان في تلفزيون العراق عام 1986 في تقديم برنامج الطلبة والشباب ثم في إذاعة بغداد عام 1989 وفي إذاعة صوت الجماهير وإذاعة القرآن الكريم والإذاعات الموجهة وإذاعة صوت الشباب والفضائية العراقية ووكالة رويترز، شارك في عدد من الأعمال الدرامية الإذاعية والبرامج لصالح دائرة السينما والمسرح وشركات الإنتاج الفني الخاصة. شارك في أعمال لصالح قناة أي آر تي ودجلة وقناة السعيدة اليمنية، تولّى إدارة الأخبار وإدارة عدد من القنوات الفضائية العراقية والعربية، كتب وأعدَّ وقدم كثيرا من البرامج والأفلام التسجيلية الوثائقية لصالح عدد من القنوات منها قناة الجزيرة وقناة العربية. حائز على الجائزة الذهبية في مهرجان التلفزيون الثاني في بغداد، حائز على درع الإبداع من التجمع الثقافي العراقي، شاعر وفنان تشكيلي وأكاديمي. عمل في العراق ومصر والأردن.

## مخرجين متميزين عملوا في إذاعة وقناة الشباب
1- ماجد عبد الحق: مخرج ثم أصبح مديراً للإذاعة والتلفزيون
2-، علاء مكي: مخرج ثم مديراٌ للإذاعة والتلفزيون ومدير عام
3- ناظم فالح: مخرج ثم مديراٌ
4- فائز جواد: مخرج ثم معاون مدير
5-، قصي نوري: مخرج ثم رئيسا لقسم المخرجين
6- عبد الخالق الجواري: مخرج
7-، حازم جباري: مخرج ورئيس قسم للمخرجين
8-محمد سلمان: مخرج
9- عماد القيسي: مخرج
10- أفا جمال: مخرج
11- ياسر سامي: مخرج منفذ ثم مخرج برامج
12- حليم الخطاب: مخرج
بالإضافة إلى حسين أحمد قادر، أحمد الياسري، عادل الياسري، أمير علي الحسون، بارع جبار العزاوي.